# Rattachement de la Normandie au domaine royal français
Vous lisez un « bon article » labellisé en 2014.
Le rattachement de la Normandie au domaine royal français est le processus de conquête et d'intégration du duché de Normandie au domaine relevant directement de la couronne de France. La Normandie, créée en 911, est dominée par le duc de Normandie vassal du roi de France. Commence alors une lutte entre les rois de France et les ducs, ces derniers ne rendant qu'un hommage symbolique à leur suzerain. En 1066, Guillaume le Conquérant, alors duc de Normandie, s'empare de la couronne d'Angleterre et devient plus puissant que le roi de France. L'Empire Plantagenêt représentera plus tard un danger pour la stabilité du royaume de France, que les rois de France vont alors s'efforcer de faire éclater.
En 1202, le roi d'Angleterre, Jean sans Terre, se voit confisquer le duché de Normandie par le roi de France, Philippe Auguste, pour avoir désobéi à ses ordres. À la suite de la conquête militaire française de l'ensemble de la Normandie, hormis les îles Anglo-Normandes, la province dépend directement de la couronne de France, qui met en place une politique d'assimilation de la province par ordre social.
Par la suite, les rois d'Angleterre tentent à plusieurs reprises de reprendre, sans succès, le contrôle de la province. En 1259, les deux rois signent le traité de Paris par lequel la couronne d'Angleterre renonce officiellement à la province en échange de quelques fiefs dans le sud-ouest. La conquête française est définitivement confirmée et en 1315 le roi de France termine le processus d'assimilation des Normands en accordant la Charte aux Normands qui limite les droits du souverain dans la province jusqu'à son abrogation lors de la Révolution française.

## Le statut du duché de Normandie (911-1199)

### Le duc de Normandie

Le duché de Normandie entre 911 et 1050.

La Normandie naît en 911 lorsque le roi de Francie occidentale Charles le Simple cède au Viking Rollon une partie de la Neustrie lors du traité de Saint-Clair-sur-Epte. Si, dans ses premières années, la Normandie a peut-être été totalement indépendante, du fait que le chef Viking ignore le système féodal, très vite elle se forme en un fief où son chef doit rendre hommage au roi de France en tant que vassal. Le système féodal fait que le duc de Normandie se comporte comme le chef d'un État quasi-souverain. Il ne se déplace jamais, avant 1140, pour prêter hommage au roi de France. L'ost que doit le vassal au roi est rendu très symbolique par les ducs de Normandie, qui n'envoient, pendant quarante jours, que quelques dizaines d'hommes bien qu'ils puissent en lever plusieurs milliers. Les ducs de Normandie sont rarement présents, sauf exception, à la cour du roi de France, alors qu'ils en ont théoriquement l'obligation. Néanmoins, si le lien qui unit la Normandie à la France est très faible, il existe quand même et le duché de Normandie fait partie du royaume de France.
Sur son territoire, le duc de Normandie exerce de nombreux droits, qu'exerçaient auparavant les rois carolingiens, sur l'Église, la justice ou encore sur la fiscalité. Il est le seul à pouvoir faire édifier des forteresses et des châteaux, battre monnaie et percevoir un impôt direct, cas rarissime à l'époque. Les ducs mettent en place une administration efficace et une organisation féodale qui renforce leur pouvoir, au lieu de l'émietter, comme c'est le cas dans plusieurs autres principautés du royaume de France. Sur le terrain, le duc de Normandie est représenté par des vicomtes qui contrôlent le système judiciaire au détriment des seigneurs locaux. Ce système va faire du duc de Normandie l'un des seigneurs les plus puissants du début du second millénaire, plus puissant parfois que son seigneur le roi de France.

### Dans l'Empire anglo-normand

#### Sous PhilippeIer

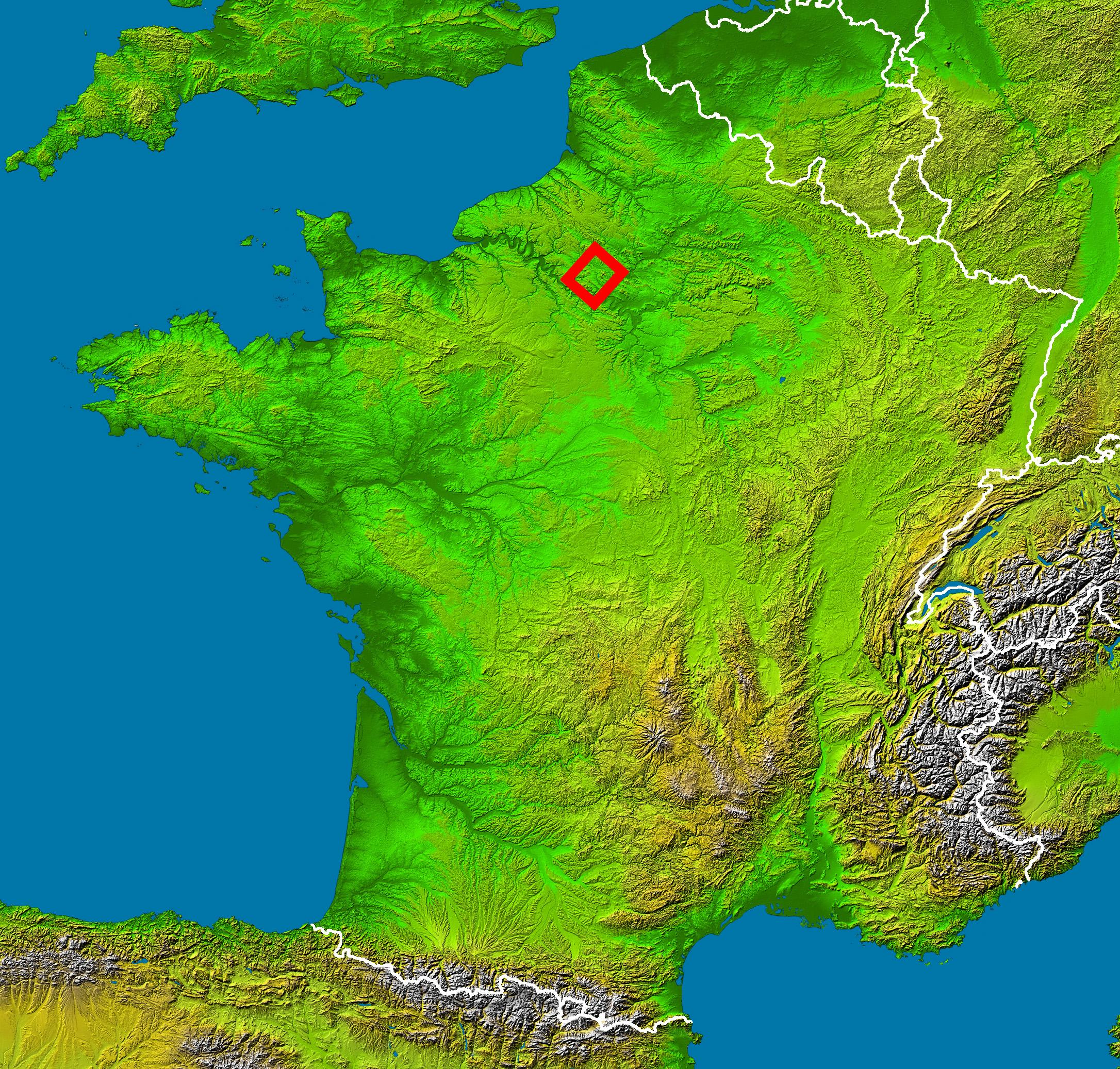
Localisation du Vexin français.

En 1066, Guillaume le Conquérant s'empare de la couronne d'Angleterre. Le duc de Normandie cumule à partir de ce moment le titre de duc de Normandie (toujours vassal du roi de France) et de roi d'Angleterre (souverain en son royaume), sauf entre 1087 à 1106. Dès lors, les rois de France vont progressivement comprendre qu'il faut faire éclater l'Empire anglo-normand qui représente un danger immédiat pour leur couronne. Si Philippe Ier, roi de France ne peut rien faire pour empêcher Guillaume de s'emparer de la couronne anglaise, c'est qu'il n'a que quatorze ans et est sous tutelle de Baudouin V de Flandre, le beau-père du duc de Normandie. Mais dès sa majorité, il comprend le danger que représente cet Empire. Il empêche d'abord la Normandie de s'étendre dans le duché de Bretagne avec la campagne de 1076 qui oblige le Conquérant à lever le siège de Dol. Puis l'année suivante, Philippe Ier s'empare du Vexin français aux dépens de Simon de Vexin. Le Vexin français va être une source de guerre, entre les ducs de Normandie et les rois de France. En 1087, Guillaume le Conquérant le réclame, puis en 1097-1098 son fils Guillaume le Roux l'envahit.
Le roi de France poursuit sa politique de séparation de la Normandie et de l'Angleterre en soutenant Robert Courteheuse, fils aîné du Conquérant, en lutte contre son père pour le titre de duc de Normandie en 1077-1078. Une politique qui réussit en 1087, avec la scission de l'Empire entre les deux fils de Guillaume le Conquérant, Robert Courteheuse héritant de la Normandie et Guillaume le Roux de la couronne d'Angleterre. En 1089, il se range du côté de Robert Courteheuse en défendant la Normandie contre les attaques de Guillaume le Roux. Sa fin de règne est moins clairvoyante, il ne s'oppose pas quand Robert confie son duché à son frère, le roi d'Angleterre, pour partir à la première croisade. Il ne s'oppose pas non plus, en 1106, quand Henri Beauclerc, troisième fils du Conquérant et qui vient de succéder à son frère sur le trône d'Angleterre, s'oppose à Robert Courteheuse, son autre frère, pour la Normandie et qui aboutit à la reconstitution de l'Empire Anglo-Normand après la bataille de Tinchebray.

#### Sous Louis VI

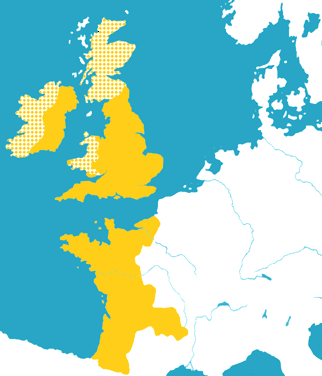
Expansion de l'Empire Plantagenêt de 1144 à 1166.

Louis VI le Gros devient roi de France en 1108. Il est rapidement confronté au duc de Normandie Henri Beauclerc, ce dernier voulant ajouter Gisors à ses possessions. La guerre éclate, mais doit être interrompue en 1113 par le roi de France pour cause d'agitation dans le domaine royal. Les hostilités reprennent en 1116 et le roi de France soutient, sans succès, Guillaume Cliton, le fils de Robert Courteheuse, dans sa lutte contre son oncle pour le titre de duc de Normandie. Deux ans plus tard, Louis VI entre dans le Vexin français et en prend le contrôle jusqu'à l'Andelle, dans le même temps, son allié le comte d'Anjou, Foulque le jeune, remporte plusieurs batailles près d'Alençon. Le succès sera de courte durée pour le roi de France qui perd tour à tour ses alliés et est vaincu lors de la bataille de Brémule en 1119. La médiation du pape Calixte II est demandée et la paix revient sur la base du statu quo. Le roi de France parvient toutefois à obtenir l'hommage de Guillaume Adelin, le fils de Henri Beauclerc, pour la Normandie, ce dernier ne voulant pas s'incliner devant un autre roi.
Guillaume Adelin meurt l'année suivante dans le naufrage de la Blanche-Nef, cette disparition permet à Guillaume Cliton de former une grande coalition contre son oncle, où le roi de France entre en 1122. La guerre éclate dans le Vexin français, mais Henri Beauclerc arrive à convaincre son gendre Henri V du Saint-Empire d'attaquer le roi de France qui doit du coup concentrer le gros de ses forces sur Reims. En stoppant les forces du Saint-Empire, Louis VI a impressionné le roi d'Angleterre, ce dernier en convainquant les Germains d'attaquer les Français a impressionné le roi de France. Ceci provoque une paix en 1124 entre le royaume de France et l'Empire anglo-normand qui dure trente ans, malgré plusieurs occasions notamment à la mort d'Henri Beauclerc, en 1135, quand éclate une guerre de succession que le roi de France n'exploite pas. De même en 1137, il reconnaît la Normandie à Étienne de Blois, à travers son fils Eustache de Blois, au détriment de Geoffroy Plantagenêt, alors qu'Étienne contrôle déjà l'Angleterre,.

#### Sous Louis VII
Louis VII est couronné roi de France en 1137. Il suit la même politique que son père en reconnaissant le duché de Normandie à Eustache de Blois. Il faut attendre la conquête totale de la Normandie, en 1144, par Geoffroy Plantagenêt pour que le roi de France change de camp et l'investisse contre le roi d'Angleterre. En 1152, il fait annuler son mariage avec Aliénor d'Aquitaine qui deux mois après se remarie avec le futur roi d'Angleterre Henri II qui devient duc d'Aquitaine, en plus de ses titres de duc de Normandie et comte d'Anjou, du Maine et de Touraine. Le roi de France attaque la Normandie juste après pour tenter de desserrer l'étau que commence à représenter la puissance Plantagenêt. Henri II n'a aucune difficulté à repousser les troupes du roi de France. Plus tard, après qu'Henri II fut reconnu roi d'Angleterre en 1154, il soutient le frère de ce dernier, Geoffroy et y gagne l'hommage d'Henri pour ses terres continentales. En 1159, le roi de France accepte le mariage entre sa fille Marguerite et le fils du roi d'Angleterre Henri le Jeune, qui apporte le Vexin normand aux terres de ce dernier, mais Henri II s'en empare aussitôt en violant le traité passé avec le roi de France. En 1169, après une guerre diplomatique qui voit les troupes françaises et anglo-normandes s'affronter sur le champ de bataille, le roi de France reçoit l'hommage d'Henri le Jeune et du futur Richard Cœur de Lion pour les terres continentales dont la Normandie, mais doit reconnaître la conquête du duché de Bretagne par le roi d'Angleterre.

#### Sous Philippe Auguste

Le royaume de France en 1180.

Philippe Auguste devient roi à quinze ans, en 1180. Au début du règne, ses relations avec son puissant vassal d'outre-Manche sont cordiales, ce dernier n'intervient pas lorsque la mère de Philippe Auguste demande la protection d'Henri II après que son fils se soit emparé d'une partie de son domaine après son mariage avec Isabelle de Hainaut. Henri II sauve même son suzerain, en envoyant ses fils auprès de Philippe, lorsque celui-ci doit affronter une coalition féodale dirigée contre lui. Mais très vite les relations se dégradent, le roi de France profitant des querelles de succession dans ce qui est devenu l'Empire Plantagenêt, pour soutenir Geoffroy, le duc de Bretagne, contre son frère Richard Cœur de Lion héritier présomptif de l'Empire. La mort brutale de Geoffroy en 1186 contrarie les plans du roi de France, mais celui-ci, après avoir conquis Châteauroux, parvient à séduire Richard et une trêve de deux ans est conclue entre les deux princes, ce qui inquiète fortement le roi d'Angleterre. La guerre reprend en 1188 et Philippe Auguste reconquiert une partie du Vexin normand alors qu'il perd des terres sur d'autres frontières. Il conclut à nouveau la paix avec Richard sur le dos d'Henri II et au cours d'une entrevue des trois parties, Richard rend hommage au roi de France pour toutes les terres Plantagenêt du royaume de France. L'année suivante, ils attaquent tous les deux le Maine et l'Anjou, Henri II parvient, non sans peine à s'échapper de la ville du Mans pour Tours puis Chinon où il meurt abandonné après que son second fils Jean soit lui aussi passé du côté ennemi. Cette mort n'arrange pas Philippe, alors qu'il était parvenu à séparer l'héritage Plantagenêt en deux, l'Angleterre pour Henri, les terres continentales dont la Normandie pour Richard, il se retrouve face à Richard devenu l'héritier unique.
Richard est couronné tour à tour duc de Normandie puis roi d'Angleterre. Les conquêtes du roi de France de 1189 sont presque toutes récupérées par Richard qui laisse seulement une petite partie du Berry. Les deux rois sont néanmoins obligés de s'entendre puisqu'ils ont promis de participer ensemble à la croisade pour reprendre Jérusalem. Avant de partir, ils se jurent amitié et fidélité, mais dès le voyage en Terre sainte les disputes sont nombreuses et obligent la signature d'un traité de paix à Messine en mars 1191. La raison est que Richard a renoncé à épouser Adèle la sœur de Philippe et rend sa dot, Gisors. Dès la fin du siège de Saint-Jean-d'Acre en juillet 1191, Philippe décide de rentrer dans son royaume alors que Richard reste pour continuer la croisade ; lors de son départ Philippe promet au roi d'Angleterre de ne pas toucher à ses possessions. Richard est fait prisonnier par Léopold V d'Autriche lors de son retour en Europe, puis est remis à l'Empereur du Saint-Empire Henri VI. Philippe apprenant la nouvelle prépare une attaque pour conquérir la Normandie, tout en envoyant de l'argent à l'Empereur pour le convaincre de ne pas relâcher Richard. Dès qu'il apprend la nouvelle, Jean sans Terre, frère de Richard et qui se voit lui succéder, débarque en Normandie, mais les barons normands refusent de lui prêter serment. Jean se rend donc à Paris afin de prêter l'hommage dû au roi de France pour les terres continentales de son frère. Dans le cadre de ce rapprochement se prépare même un projet de conquête de l'Angleterre qui n'aboutit finalement pas. Le roi de France et son nouvel allié Jean vont donc se concentrer sur les terres continentales de Richard : en avril 1193 à la suite de la trahison du châtelain, Gisors passe aux mains du roi de France, puis tout le Vexin. Rouen semble prenable, mais le siège de la ville échoue. Le roi de France doit lever le siège avec l'idée de revenir encore plus fort l'année suivante. Pendant ce temps, Jean renonce à la partie normande à l'est de la Seine, sauf la ville de Rouen et sa proche banlieue, ainsi qu'une partie de la vallée de l'Eure y compris Évreux et Verneuil au profit du roi de France. Jean n'ayant pas les titres qui lui permettent d'abandonner une partie du duché, le roi de France envahit les terres promises en février 1194 sauf Verneuil qu'il assiège.
Dans le même temps, Richard, libéré par l'Empereur et informé des tractations menées par le Roi de France pour le maintenir en captivité, débarque en Normandie et octroie le pardon à son frère Jean. Fin mai 1194, Richard arrive à Verneuil dont les Français ont levé le siège avant son arrivée. En sa qualité de châtelain d’Évreux investi par Philippe Auguste, Jean aurait livré la ville à son frère pour montrer sa bonne volonté. Puis la guerre reprend entre la France et l'Angleterre principalement en dehors de la Normandie malgré quelques raids français près de Rouen. À l'été 1195, est organisée une conférence, sur l'instance du pape, au Vaudreuil entre les deux rois. Philippe qui doute de la fidélité de la place fait raser le château en pleine entrevue avec Richard, ce dernier fait intervenir ses troupes, ce qui oblige le roi de France à la fuite, qui fait détruire le pont sur la Seine après son passage. La guerre reprend en Normandie, avec notamment la destruction de Dieppe. Puis le 15 janvier 1196, les deux rois signent un traité qui confirme la possession de plusieurs villes à Philippe comme Vernon ou Pacy et surtout Gisors, mais lui confirme la perte d'Évreux et du Vaudreuil qui est une grosse perte par rapport aux possessions du roi de France en 1194. Dans le courant de la même année, Richard s'empare de l'île Andeli, pour y construire une forteresse qu'il nomme Château Gaillard et aider à la défense de la Normandie contre les Français. La guerre reprend entre les deux rois avec des chances diverses ; à Courcelles le 28 septembre 1198, le roi de France manque de peu d'être fait prisonnier par les troupes du roi d'Angleterre. Une paix est signée en novembre qui est censée durer cinq années.

## La conquête (1199-1204)

### La confiscation des terres continentales

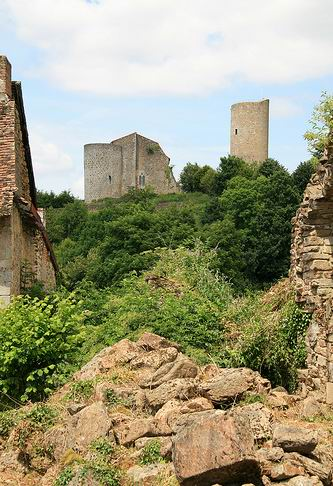
Ruine du château de Châlus-Chabrol en 2008, où mourut Richard Cœur de Lion.

Au mois de mars 1199, la mort de Richard Cœur de Lion lors du siège du château de Châlus-Chabrol dans le Limousin change les données du conflit entre le roi de France et son vassal. Richard n'ayant pas de descendance, sa mort va provoquer des troubles de succession. D'une part son frère cadet, Jean sans Terre, revendique le trône comme descendant aîné mâle de la famille. D'autre part, Arthur de Bretagne, neveu de Richard, en vertu du droit de représentation que son père Geoffroy aurait eu sur tous les pays s'il avait survécu à Richard. L'Angleterre et la Normandie choisirent Jean comme successeur de Richard, la coutume normande préférant l'oncle au neveu. Ce dernier est couronné duc de Normandie à Rouen le 25 avril 1199, puis un mois plus tard, roi d'Angleterre à Londres. Malgré ces couronnements, les barons de Touraine, d'Anjou et du Maine choisissent Arthur comme souverain, le roi de France en profite pour soutenir leurs prétentions. Dans le même temps, il s'empare d'Évreux et de Conches et s'avance en Anjou en prétextant soutenir les droits d'Arthur, qui est confié par sa mère à la garde du roi de France Philippe Auguste. À la faveur de cette succession troublée, les troupes royales peuvent pénétrer dans les villes hostiles à Jean. En août 1199, est organisée en Normandie une conférence de paix entre les deux rois. Philippe lui rappelle ses droits de suzerain et profite de la négligence de Jean qui n'a rien fait pour obtenir l'investiture de son suzerain dans la contestable succession de Richard, pour réclamer l'Anjou et la Maine pour Arthur (la Touraine ayant entretemps été récupérée par Aliénor, mère de Jean et duchesse d'Aquitaine), ainsi que le Vexin normand pour lui-même[pas clair]. Devant le refus de Jean, les négociations sont rompues. Peu de temps après, Guillaume des Roches, sénéchal d'Anjou, rejoint Jean sans Terre et obtient une réconciliation entre Arthur et Jean sur le dos du roi de France. Ce dernier abandonne la cause d'Arthur (qui dans le même temps s'enfuit de l'emprise de son oncle pour se réfugier à Angers) et signe avec Jean le traité du Goulet qui le reconnaît comme successeur légitime de Richard et comme vassal du roi de France sur ses fiefs continentaux. Arthur devient lui vassal de Jean pour la Bretagne. Philippe se voyait confirmer la conquête du comté d'Évreux et le Vexin normand. De plus, est conclu le mariage entre Blanche de Castille, nièce de Jean et Louis le fils de Philippe. Jean paye aussi 20 000 marcs pour la reconnaissance de ses fiefs surtout sur la Bretagne.
En plein démêlés matrimoniaux, Philippe Auguste délaisse la Normandie. Pendant ce temps entre en scène la famille Lusignan très importante dans le Poitou. Elle s'oppose alors à la maison d'Angoulême pour la possession du comté de la Marche qui a été attribué par Jean à Hugues IX de Lusignan, en contrepartie du mariage d'Isabelle d'Angoulême, la fille unique du comte Aymar d'Angoulême avec son fils et héritier Hugues pour sceller la paix. En juillet 1200, lors d'un voyage en Aquitaine, il tombe amoureux de cette même Isabelle et l'enlève. Jean qui vient de se séparer de sa femme, épouse précipitamment Isabelle fin août à la grande colère des Lusignan alors dépossédés de leur espoir sur les terres angoumoises, Jean devenant par ce mariage l'héritier du comte d'Angoulême. À la Pâques 1201, Jean déjoue un complot contre lui en saisissant la Marche et veut confisquer les terres du comte d'Eu, impliqué dans l'affaire. Le roi de France qui a saisi l'occasion pour réveiller son vieux rêve de conquête de la Normandie, travaille pour l'instant pour le maintien de la paix, n'étant pas encore prêt. Les Lusignan font appel à leur seigneur, Jean sans Terre qui est aussi l'offenseur. Ce dernier refuse de porter l'affaire devant la cour féodale de Poitiers. Ce déni de justice pousse les Lusignan à faire alors appel au suzerain de Jean pour les terres continentales, le roi de France Philippe Auguste. Le roi de France, flairant l'aubaine, soutient la cause des Lusignan et oblige Jean à comparaître à Paris, quinze jours après Pâques, pour répondre du déni de justice dont il est accusé. Pour ne pas s'être présenté et avoir désobéi aux ordres de son suzerain le roi de France, la cour royale confisque le 28 avril 1202 à Jean toutes les terres continentales qu'il possède dont la Normandie, selon une procédure possible dans le droit féodal, mais rarement appliquée.

### Les offensives militaires

Le duché de Normandie au XIIe siècle.

Pour faire appliquer la sentence, le roi de France reprend la guerre dès le mois de juin 1202. Il envahit d'abord la Normandie par le nord-est et prend le contrôle d'Eu, Drincourt, Mortemer et Lions, puis met le siège devant Gournay prise grâce à une ruse de Philippe-Auguste qui fait rompre un barrage de l'Epte qui emporte les défenses de la ville. À la fin juillet, en même temps qu'il met le siège à Arques, Philippe-Auguste promet à Arthur de Bretagne, en échange de sa fidélité, la main de sa fille Marie et son investiture comtale dans les comtés de Bretagne, Poitou, Anjou, Maine et Touraine. Il l'arme aussi comme chevalier. Arthur part aussitôt, sur ordre de Philippe, ouvrir un second front en Poitou pour conquérir ses futures terres. Malgré l'aide des seigneurs poitevins révoltés, dont les Lusignan, Arthur échoue et est fait prisonnier par Jean lors du siège de Mirebeau. Arthur et les autres captifs sont enfermés à Falaise.
En apprenant la nouvelle de la capture de ses alliés, le roi de France lève le siège d'Arques. Vers la fin de l'année 1202, il reçoit le soutien du puissant sénéchal du Poitou, Guillaume des Roches, hostile au traitement que subit Arthur. Guillaume entraîne avec lui non seulement ses vassaux, le vicomte de Thouars et la majorité des seigneurs de Poitou, mais aussi les seigneurs d'Anjou et Touraine qui soutiennent ainsi leur suzerain, le roi de France. Ces soumissions divisent les terres restantes de Jean en deux ensembles géographiques séparés et isolent l'Aquitaine. Pour le même motif, les seigneurs bretons et normands rejoignent la fronde. En janvier 1203, le comte d'Alençon, Robert Ier, fait défection à Jean et prête hommage pour ses terres à Philippe, ouvrant la Haute-Normandie aux Français. En avril 1203, les opérations militaires reprennent en Normandie ; très vite les soldats français et les seigneurs normands révoltés contre le duc bloquent la Normandie, ainsi que Jean, retranché à Pont-de-l'Arche. Jean est assiégé en Normandie. Début mai, deux importants seigneurs normands, Hugues de Gournay et Pierre de Meulan, passent au roi de France et livrent leurs forteresses aux Français qui désormais contrôlent la vallée de la Risle. Puis le roi de France s'empare de Beaumont-le-Roger, Conches et d'autres petites places. Le Vaudreuil est assiégé en juin, mais alors que la ville est préparée pour tenir longtemps le siège, elle se rend immédiatement sans combat. En août, Philippe s'empare en trois semaines de Radepont, puis de Château-Gaillard, des forteresses protégeant Rouen qui bientôt est pris en tenaille. De son côté Jean tente de faire diversion en attaquant la Bretagne, après diverses attaques sur Alençon qui n'ont pas abouti. En cinq jours, il ravage Dol et Fougères avant de subitement revenir en Normandie. De plus en plus isolé et victime de la propagande française qui fait croire qu'il a tué Arthur (qui est mort en avril 1203, ayant peut-être été assassiné par Jean, mais les contemporains n'en sauront rien pendant encore des années), Jean embarque à Barfleur pour l'Angleterre en décembre 1203 avec, dit-il, l'espoir de lever une armée.

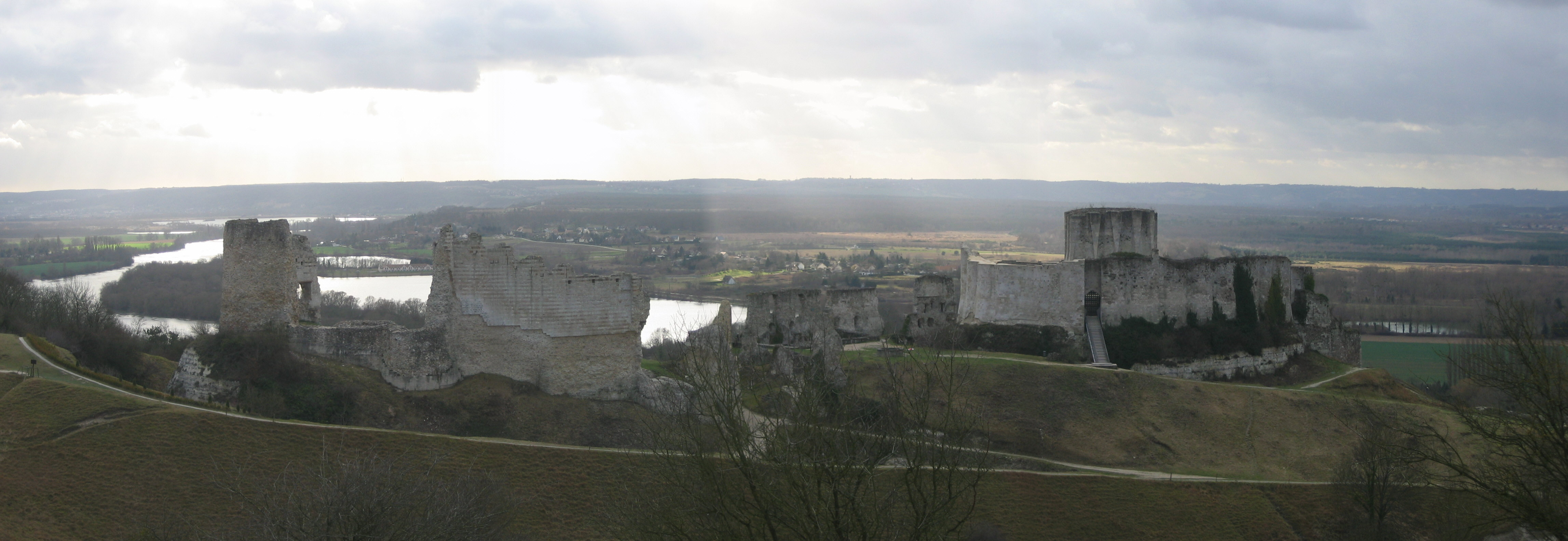
Les ruines de Château-Gaillard en 2005.

À la mi-février 1204, le roi de France se présente devant la forteresse de Château-Gaillard que ses troupes assiègent depuis plusieurs mois. Cette forteresse risquant d'être un symbole de résistance pour la Normandie, le roi de France décide de la faire tomber le plus rapidement possible. Au terme d'un siège long et difficile, du fait de la double enceinte ceinturant la forteresse, cette dernière tombe complètement le 6 mars 1204, sa prise provoque un choc parmi les partisans du roi d'Angleterre en Normandie en ouvrant la route de Rouen aux Français, alors que, construite huit ans auparavant par Richard Cœur de Lion, elle était censée leur barrer cette route pour une longue période.

### La campagne finale

Localisation du Cotentin et de l'Avranchin.

La campagne finale pour la conquête de la Normandie commence le 2 mai 1204, par les conquêtes, en quelques jours, de Pont-de-l'Arche, Roche-Orival, du Neubourg, de Moulineaux et de Montfort-sur-Risle. Ayant remis à plus tard les conquêtes de Rouen, Arques et Verneuil, le roi de France se fait livrer Argentan le 7 mai par son défenseur, le flamand Roger de Gouy. Falaise tombe ensuite après un siège rapide de sept jours, puis Caen tombe aussi sans pratiquement aucun combat. Guillaume Crassus, le sénéchal de Normandie, se réfugie à Rouen. Philippe Auguste le poursuit pour mettre le siège à Rouen vers la fin du mois de mai. Dans le même temps, les Bretons, qui veulent venger la mort d'Arthur, attaquent à l'ouest l'Avranchin. Profitant de la marée propice, c'est le Mont-Saint-Michel qui est d'abord conquis par le feu. Ils font jonction avec les armées françaises à Caen avant de conquérir le reste de l'Avranchin puis le Cotentin,.

Les îles Anglo-Normandes.

Rouen assiégée par les Français est prêt à soutenir un long siège. Les provisions, venues de toute la Normandie, sont assez abondantes pour tenir un long moment, les derniers résistants à l'occupation française sont réfugiés derrière les hautes murailles de la ville et de ses triples fossés. Elle est commandée par Pierre de Préaux, assisté par l'élite des barons du voisinage. Pourtant le 1er juin 1204, la ville signe un accord avec les Français stipulant la reddition en cas d'échec ou d'absence, de tentatives de secours dans les trente jours suivants ; ce traité concerne aussi les villes d'Arques et Verneuil, investies mais non prises par les troupes royales. La peur que les avantages commerciaux de la ville soient supprimés en cas de résistance trop longue est si forte que la ville préfère se rendre sans combat. Le 24 juin, avant même la fin du délai, les portes de la ville sont ouvertes et les troupes françaises pénètrent dans Rouen sans résistance de la population. Seul Dieppe, trop dépendant des relations maritimes avec l'Angleterre, résiste jusqu'en 1207 à l'autorité du roi de France.
La conquête de la Normandie continentale par la France est totale ; en revanche les îles Anglo-Normandes, appartenant au duché de Normandie, ne sont pas conquises, le roi de France manque de bateaux et ses troupes ont une trop grande méconnaissance navale pour tenter quelque chose contre elles. Les rois de France vont par la suite réclamer la totalité des îles sans pouvoir parvenir à les conquérir, celles-ci restant sous le contrôle de la couronne d'Angleterre.

## L'incorporation au domaine royal (1204-1315)

### Le traité de Paris

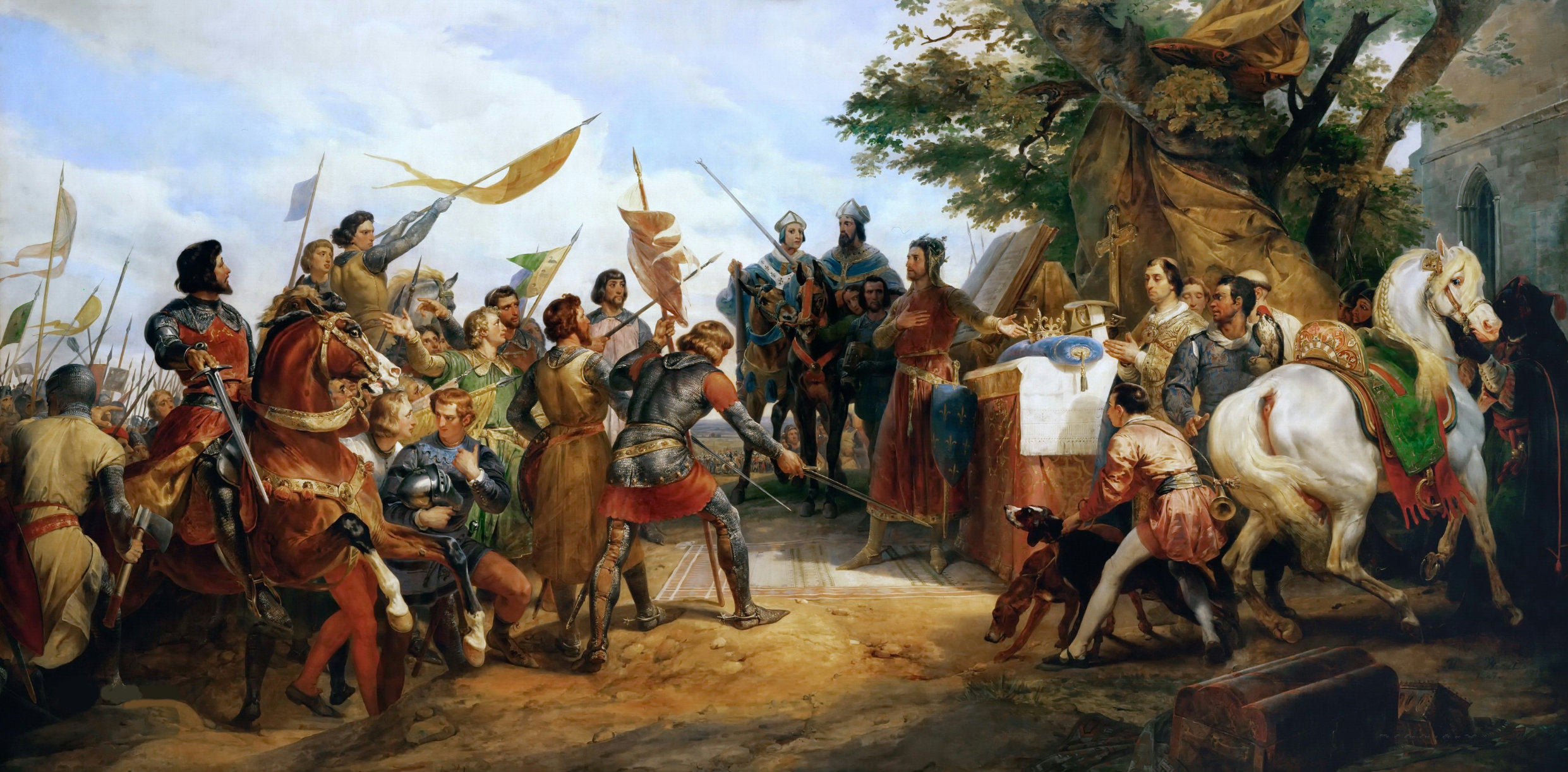
Le formidable dimanche de Bouvines par Horace Vernet.

La Normandie est rattachée au domaine royal après la conquête totale par les troupes françaises en 1204. Néanmoins personne ne peut dire si les guerres contre les Anglais sont définitivement finies ou si les Anglais vont rapidement vouloir revenir par les armes ou la diplomatie, les coutumes féodales étant du côté du roi d'Angleterre puisqu'une terre confisquée par un suzerain à son vassal peut lui être rendue si celui-ci se repent. Ce n'est pourtant nullement dans les intentions de Philippe Auguste de rendre la Normandie. À plusieurs reprises, Jean sans Terre tente de reprendre ses terres continentales confisquées. Ainsi en 1206, il assiège Thouars dans le Poitou. En dépit de ses échecs précédents, il participe en 1213-1214 à la vaste coalition constituée contre le roi de France. Cette coalition regroupe l'empereur Otton IV, Renaud de Dammartin, Ferrand de Flandre, Thiébaud Ier de Lorraine, Henri Ier de Brabant, Guillaume Ier de Hollande et Philippe II de Courtenay-Namur. Malgré le nombre de ses membres, elle essuie plusieurs échecs qui la disloquent, d'abord Jean à La Rochelle le 2 juillet 1214 par le prince héritier Louis, puis le 27 juillet 1214 à Bouvines.
Après cette défaite, Jean est attaqué par le prince Louis, fils et héritier de Philippe Auguste : celui-ci débarque en Angleterre en mai 1216 dans l'intention de s'emparer de la couronne d'Angleterre offert par les barons Anglais en révolte contre le Roi. La mort de Jean contrarie ses projets qu'il doit abandonner devant le regroupement des Anglais autour de l'héritier Henri III. À la mort du roi Philippe Auguste le 14 juillet 1223, Le roi anglais tente d'intimider le nouveau roi de France, Louis VIII, en protestant contre les conquêtes de Philippe et appelle les nobles et les bourgeois de Normandie à se révolter pour revenir à l'obédience anglaise. Le nouveau roi de France fait savoir qu'il tient ces terres d'un jugement équitable de son père et qu'il peut le prouver si Henri III veut bien se présenter à sa cour.
À partir de 1224, ont lieu plusieurs batailles maritimes, puis le roi d'Angleterre profite de la mort prématurée du roi de France pour pousser le comte de Bretagne, Pierre Mauclerc à la trahison avant de débarquer lui-même à Saint-Malo pour une campagne manquée alors qu'il avait prévu de reconquérir toutes les terres perdues. Il signe la paix jusqu'en 1242 où il débarque à Royan avant d'être de nouveau battu à Saintes. C'est la dernière tentative militaire d'Henri III pour reconquérir les terres continentales. Désormais c'est la diplomatie qui va jouer : bien que Louis IX soit ouvert au dialogue, il ne récupéra jamais les terres. En 1258, est conclu le traité de Paris entre le roi de France et le roi d'Angleterre, qui donne à Henri III certains fiefs dans les diocèses de Limoges, Cahors et Périgueux et reconnait la Guyenne, en échange Henri III renonce officiellement aux terres perdues dont notamment la Normandie et se déclare vassal du roi de France pour ses terres continentales. Ce traité confirme définitivement la conquête française de la Normandie.

### La politique d'assimilation

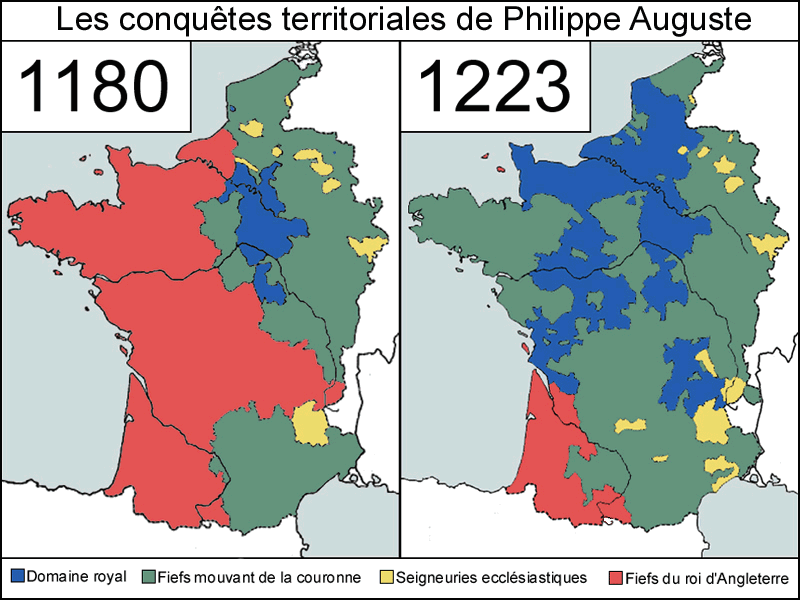

#### Les nobles
Les nobles de Normandie sont les plus sollicités à la suite de cette annexion. Ils doivent choisir entre deux engagements vassaliques, celui dû au duc, roi d'Angleterre et celui dû au suzerain du duc, le roi de France. Ce choix implique également d'opter entre leurs seigneuries continentales ou leurs biens insulaires, alors que, depuis plus d'un siècle, les feudataires multiplient les trajets entre leurs possessions continentales et leurs domaines insulaires. En 1204, la noblesse normande est constituée d'environ deux mille chevaliers, dont environ soixante barons qui ont pour une dizaine d'entre eux le titre de comte (quatre ont leur comté en Normandie, le reste en Angleterre, voire ailleurs dans le royaume). La féodalité normande est particulière puisque très peu hiérarchisée : rares sont les vassaux du duc qui ont eux-mêmes des vassaux, le duc dominant la féodalité directement.
Philippe Auguste oblige les nobles de Normandie à choisir entre lui et le roi d'Angleterre. Les termes sont clairs, les nobles qui veulent garder leurs terres normandes doivent renoncer à leurs terres anglaises et lui prêter l'hommage en renonçant à tout lien féodal avec Jean sans Terre. Le délai est d'un an jusqu'à avril 1205, qui est prolongé jusqu'à Noël 1205 ; passé ce délai, les nobles qui n'ont pas fait leur choix perdront leurs terres normandes. Dans le droit féodal, il est tout à fait possible de prêter hommage à deux rois pour des terres différentes, le choix est donc d'autant plus compliqué pour les nobles de Normandie. Seules quelques exceptions sont faites, notamment pour Guillaume le Maréchal, comte de Pembroke, qui possède quelques fiefs en Normandie. Ce dernier conclut en mai 1204 un accord avec Philippe, il remet provisoirement au roi de France ses terres normandes. En échange il obtient un délai de douze mois et une grosse somme d'argent, et si passé ce délai la Normandie est conquise par les Français, il prêtera l'hommage au roi de France. En 1205, il obtient donc l'autorisation de Jean d'aller prêter l'hommage à Philippe et peut garder ses terres des deux côtés de la Manche. Parmi les rares autres exceptions on trouve également Robert de Fontenay qui possède le fief normand de Fontenay-le-Marmion en plus de ses fiefs anglais ou encore Éléonore de Vitré, destinée à devenir comtesse de Salisbury, qui garde son domaine normand jusqu'à sa mort en 1233 et Alix, comtesse d'Eu,.
Furieux de la perte de la Normandie, Jean commet encore l'erreur de se précipiter en exigeant de ses vassaux d'être présents auprès de lui sous peine de confiscation de leurs terres anglaises. Dès 1204, il fait une liste de nobles restés en Normandie et fait saisir leurs biens. Certains nobles comme Robert IV Bertran perdent leurs fiefs anglais et normands. Pour les seigneurs anglo-normands, le choix du fief se fait en dehors de tout lien avec l'un ou l'autre roi : ils gardent le plus important même s'ils sont plus proches du roi qu'ils doivent abandonner. Il est difficile de dresser une liste de nobles ayant perdu leurs fiefs normands. Si le taux de grands barons préférant l'Angleterre est d'environ 50 %, le taux du reste de la noblesse préférant l'Angleterre est de 5 à 10 % soit environ 200 nobles. Les choix sont difficiles pour la plupart, car l'Angleterre représente une grosse partie de leurs revenus. Certains vont tenter de ruser, ainsi Alain Martell arrive à échanger ses terres anglaises contre les terres normandes d'Elyas de Wimbleville, d'autres vont partager leurs terres donnant les terres normandes à un fils et les terres anglaises à l'autre, séparant ainsi les familles en deux branches. Néanmoins, malgré certaines autorisations, la plupart de ces subtilités furent interdites, notamment par le roi de France. Une règle est appliquée jusqu'au règne de saint Louis qui ordonne la confiscation des terres normandes à la mort d'un seigneur si son plus proche héritier est en Angleterre. Cette décision crée des situations juridiques inextricables autour d'héritages contestés : ainsi, en 1215 où Thomas de Lyon et Guillaume Cornat sont amenés devant l'Échiquier de Normandie au sujet d'une terre qu'ils se disputent, la conclusion de l'Échiquier est que la terre doit revenir à Raoul Huigen qui est passé en Angleterre, la terre est confisquée par le roi de France, mais quatre ans plus tard nouveaux rebondissements avec la preuve apportée par Guillaume Cornat que Raoul Huigen est mort en Angleterre avant 1191 et qu'il est son plus proche descendant, la terre lui est donc rendue. Nombreux sont les descendants qui essayent de prouver, souvent faussement, la mort de leur ancêtre avant 1204. Mais cette situation crée aussi les conditions d'abus à l'image des terres de la tante de Bernard de Montpinchon, morte en Normandie, qui ne peut lui transmettre sa terre, car son mari est mort en Angleterre.

#### Le clergé

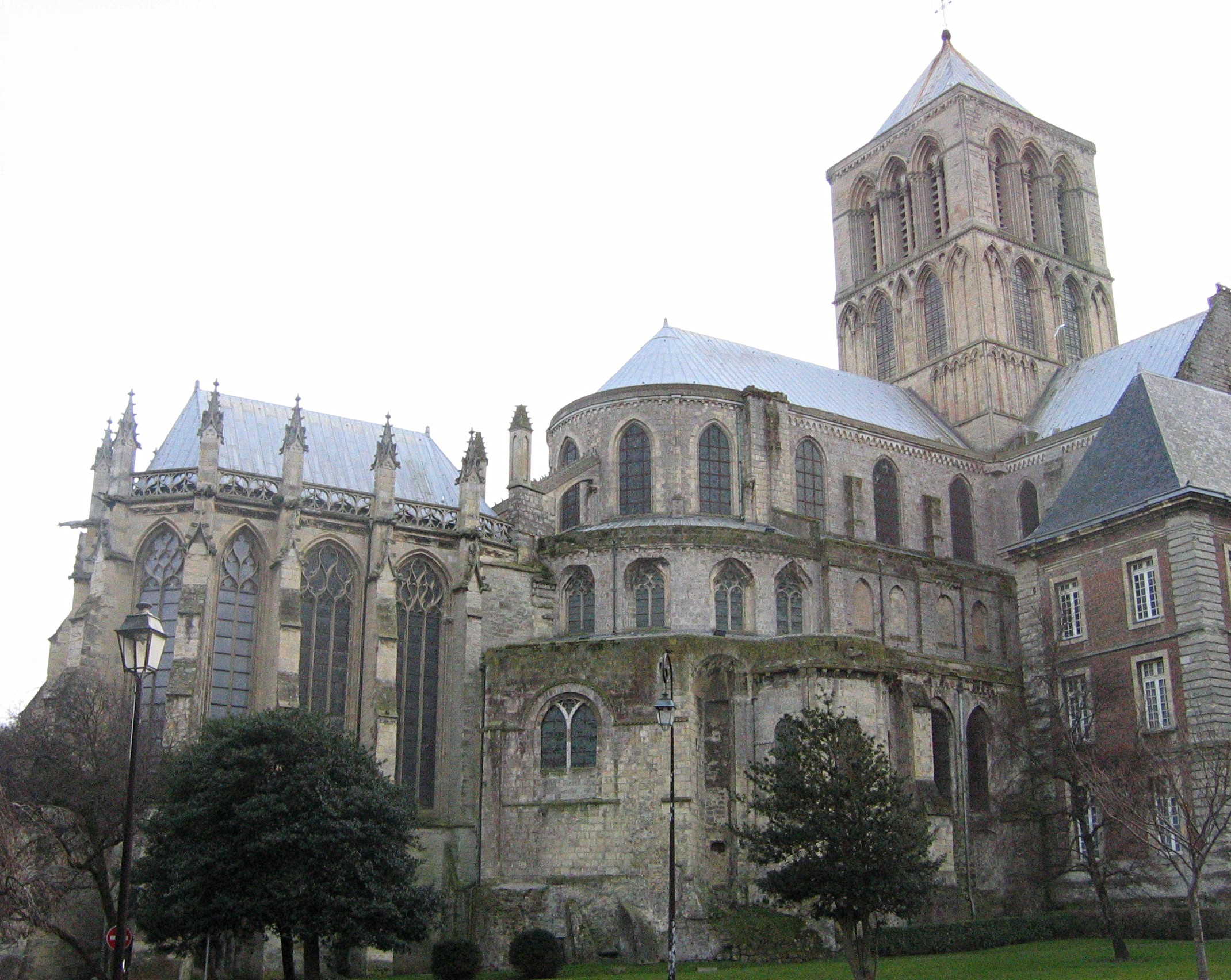
Abbaye de la Trinité de Fécamp

Lors de la conquête de la Normandie par les Français, le clergé constitue alors une force politique et morale très importante dont le soutien se révèle capital pour pérenniser la conquête de la Normandie. L'ayant bien compris, Philippe Auguste commence dès 1200 une opération de séduction auprès du clergé normand qui réussit rapidement après la conquête.
Depuis Guillaume le Conquérant, le pouvoir ducal donne son accord à l'investiture des abbés et des évêques. Jean sans Terre use et abuse de ce pouvoir avant la conquête en intervenant directement dans les nominations et surtout en faisant durer les vacances des sièges épiscopaux pour mieux profiter du droit de régale dévolu au duc. Au contraire de Jean, Philippe Auguste va, dès qu'une terre normande est conquise, mettre en place la même politique que dans le royaume de France qui est depuis Louis le Jeune de renoncer volontairement à abuser de l'autorité sur l'Église, pour s'assurer ainsi de sa fidélité. En 1200, quand les Français annexent l'Évrecin, ils annoncent de nouvelles élections épiscopales du siège d'Évreux ; une enquête révèle en effet que l'élection du titulaire Garin de Cierrey, en outre proche de Jean, a été faussée par l'intervention des rois d'Angleterre de l'époque alors qu'ils n'en avaient pas le droit. Avec la bienveillance de Philippe Auguste, Évreux peut élire librement son évêque. Après la conquête totale de la Normandie en 1204, les évêques normands doivent choisir leur camp, choix d'autant plus compliqué que les évêques normands doivent selon la coutume normande « foi et hommage » au duc de Normandie. Sollicité, le pape Innocent III, partisan du roi d'Angleterre mais qui reconnaît la supériorité des armes à Philippe Auguste, leur fait dire qu'il ne peut se prononcer ne connaissant pas bien la situation. Les évêques vont prendre cette réponse pour un appel au ralliement envers le roi de France et ne plus faire défaut. Ils vont très vite prouver leur ralliement en participant avec Philippe Auguste, pour trois d'entre eux, à la croisade contre les Albigeois en 1209. Puis cinq sur sept assistent aux obsèques de Philippe Auguste en 1223.

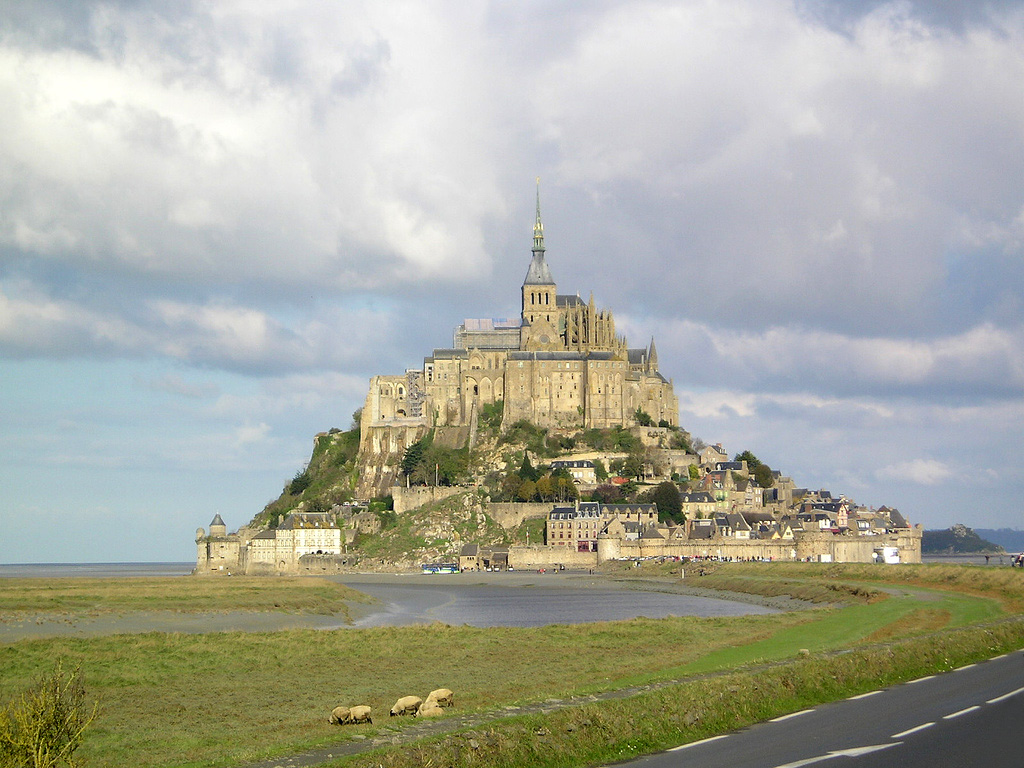
Abbaye du Mont-Saint-Michel.

Par ce ralliement, l'Église de Normandie obtient non seulement la faculté d'élire librement ses évêques, mais aussi la fin des interminables vacances entre deux élections épiscopales. Rapidement, les moines des abbayes obtiennent eux aussi le droit d'élire librement leur abbé. Avec ces concessions, Philippe Auguste peut exercer les droits traditionnels des ducs de Normandie, il évite notamment que de nouvelles dîmes soient mises en place, enlève à l'Église son droit de regard sur les testaments et empêche l'excommunication de ses fonctionnaires. Par ailleurs, Philippe Auguste met en place le bannissement pour les clercs reconnus coupables de crime et protège les fiefs laïcs des juridictions ecclésiastiques.
Contrairement à la noblesse, les clercs normands ne sont pas obligés de choisir entre leurs possessions en Normandie et en Angleterre. La Normandie qui possède plusieurs des plus prestigieuses abbayes d'Occident a, depuis 1066, tous ses monastères en Angleterre et les communautés religieuses normandes en tirent de bons revenus. Aucune n'a d'intérêt à la fin des relations avec l'Angleterre. L'ayant bien compris, Philippe Auguste ne songe pas à entrer en conflit avec le clergé normand sur ce sujet brûlant. Malgré ce privilège, les communautés religieuses eurent du mal à faire reconnaître leur droit. L'abbé de Saint-Étienne-de-Caen est le premier à conclure un accord avec l'Angleterre en 1205, suivi peu de temps après par l'abbé de la Trinité de Fécamp, ainsi jusqu'en 1212, et la difficile reconnaissance des terres outre-Manche pour l'abbaye du Mont-Saint-Michel, chaque communauté religieuse peut retrouver ses terres. L'exploitation de ces revenus est toutefois assez compliquée et dépend du climat des relations entre la France et l'Angleterre. Dès qu'une tension diplomatique a lieu entre les deux pays il devient alors très compliqué pour les clercs de voyager d'un pays à l'autre. À partir du XIIIe siècle et surtout lors du XIVe siècle, les communautés religieuses vendent leurs biens outre-Manche qui, depuis la conquête, sont d'un moindre rapport pour les communautés monastiques.

#### Les villes
Dès l'arrivée des Français dans les villes normandes les habitants se soumettent rapidement au vainqueur, il est vrai que, mis à part quelques rares grands bourgeois, la population n'a pas d'intérêt à préserver en Angleterre. De son côté, Philippe Auguste prend plusieurs actes en faveur des villes au fur et à mesure de son avancée en 1204. En mai de la même année, le statut de commune pour la ville de Falaise est confirmé et son maire, André Propensée, est richement doté avec des terres probablement confisquées. À Caen et Rouen, les privilèges des bourgeois des deux villes sont confirmés. La commune de Verneuil est reconnue et son maire, Étienne le Petit, reçoit une terre. À Breteuil, les bourgeois de la commune sont exemptés de coutume. Toujours en 1204, Philippe Auguste crée trois communes normandes aux Andelys, Nonancourt et Pont-Audemer. Jusqu'à la fin de son règne, Philippe Auguste accorde de nombreux privilèges aux communes normandes.
Mais les communes de Normandie ont une originalité, elles sont nées du désir voire de la volonté du duc lui-même. C'est le contraire du reste du royaume où les villes naissent la plupart du temps à la suite de la révolte d'une population contre le seigneur. Jean sans Terre lui-même va imposer le statut de commune à de nombreuses villes pour se procurer de l'argent. Ainsi de nombreuses chartes communales imposées par les ducs ne sont pas confirmées par Philippe Auguste dès l'année 1204 : Auffay, Alençon, Bayeux, Cherbourg, Domfront, Évreux, Fécamp, Harfleur, Montivilliers, il est même probable que certaines n'avaient même pas formé leurs structures communales. D'autres communes vont disparaître par la suite comme Falaise ou deux des créations de Philippe Auguste : Les Andelys et Nonancourt. Mais des villes vont avoir une grande activité communale comme la capitale Rouen, Eu, Pont-Audemer ou encore Dieppe dont le statut communal avait pourtant été imposé par Jean sans Terre peu de temps avant la conquête française. Ces villes sont régies par les Établissements de Rouen, ce qui permet au roi de choisir le maire sur une liste de trois noms proposés par les bourgeois de la commune. Le roi de France peut ainsi garder un total contrôle sur le gouvernement des villes. En 1256, Louis IX imposera ce système à toutes les communes du royaume, même les plus petites.
La haute bourgeoisie qui peuple ces communes accepte sans problème le nouveau pouvoir et ce sont les mêmes familles voire les mêmes hommes qui sont à la tête des communes. À Rouen, Jean Luce qui avait joué un grand rôle dans la ville avant la conquête française se retrouve nommé trois fois maire entre 1206 et 1218. Un membre de la famille Fessart, au sein de laquelle ont été recrutés certains maires durant la période ducale, exerce à nouveau les fonctions de maire en 1221. Puis au cours de la première moitié du XIIIe siècle, d'autres familles qui dirigeaient la ville avant 1204 accèdent à la mairie de Rouen. Toutefois une ville se détache et regrette l'Empire Plantagenêt, la ville de Dieppe, dont les bourgeois étaient en constante relation commerciale avec l'Angleterre et qui perd beaucoup avec la conquête française. Un des incidents entre les autorités françaises et les Dieppois est l'arrestation d'un pêcheur, qui entraine une série d'incidents qui amènent les Français à priver la ville d'eau jusqu'à ce qu'elle paye au roi une amende de quatre cents livres. Les relations se calment quand Jean sans Terre revient sur son interdiction de toutes relations commerciales entre la Normandie française et l'Angleterre. Philippe Auguste laisse faire, même quand des bourgeois dieppois mettent à disposition de Jean des bateaux qui lui permettent de débarquer en Poitou en 1206. Dans les décennies suivantes, les avantages commerciaux délivrés aux Normands en Angleterre ne sont pas remis en cause, même en 1229 quand Henri III suspend les relations avec l'Europe, certains Normands sont les seuls autorisés à commercer. Henri III espère ainsi obtenir leur soutien pour un futur débarquement qu'il projette. Ainsi au printemps 1230, neuf bateaux qui conduisent Henri III en Bretagne viennent de Normandie, mais il est aussi possible que les armateurs aient été réquisitionnés contre leur gré. Plusieurs incidents émaillent la décennie 1230 : Henri III qui demande désormais à nuire aux marchands français par tous les moyens. Sous l'impulsion de Louis IX, les marins normands vont désormais être ressentis par les marins anglais comme des rivaux et non plus comme des alliés, du côté normand le ressenti sera le même. Le traité de Paris en 1259 met un terme aux privilèges des marins normands qui désormais commercent avec les ports anglais non plus en compatriotes, mais comme étrangers. En 1293, les marins normands coulent quatre-vingt-un navires anglais lors de la guerre franco-anglaise. Cette francisation rapide est probablement due aux débouchés, encouragés par Philippe Auguste, vers la région parisienne pour les commerçants normands dès l'année 1210. Avec ces accords les villes intérieures normandes vont se rallier rapidement à la France.

#### L'administration

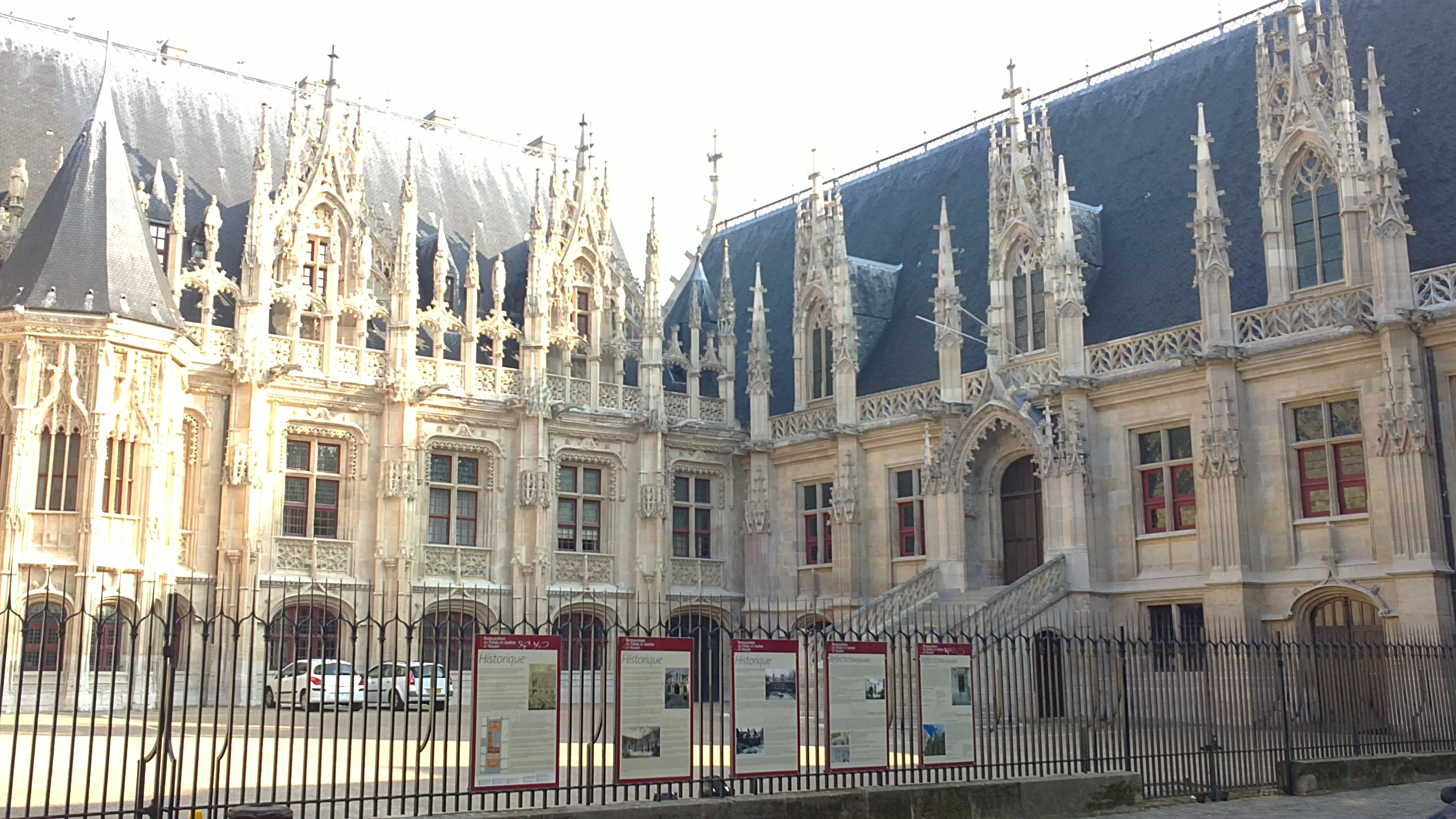
Le palais de justice de Rouen, ancien échiquier de Normandie.

Malgré la conquête, le duché de Normandie continue d'exister dans les textes et les faits. Ainsi le roi de France appelle la Normandie « son duché de Normandie » bien qu'il ne porte jamais le titre de duc de Normandie. Il n'y a plus de cérémonie d'intronisation propre à la Normandie, le roi de France devient lors de son sacre à Reims automatiquement duc de Normandie. Autre changement, la charge de sénéchal de Normandie, qui depuis Guillaume le Conquérant, était chargé de gouverner le pays en l'absence du duc, en Angleterre ou à l'étranger, est supprimée.
L'unité de la Normandie est entamée au cours des années par les souverains français. Philippe Auguste donne Mortain et Domfront au comte de Boulogne, mais sans en faire des comtés indépendant de la Normandie. Louis IX va changer cette politique en confiant de petits comtés à ses fils, sans référence à la Normandie. Ainsi les comtés de Perche et d'Alençon sont donnés à son fils Pierre en mars 1269, à la mort de ce dernier ils retournent à la couronne avant d'être redonnés par Philippe le Bel à Charles de Valois en 1291. Même sort pour le comté d'Évreux et la seigneurie de Beaumont-le-Roger donnés au frère du roi, Louis, en 1298 et le comté de Mortain à Philippe d'Évreux en 1318. Sous Philippe Auguste, l'idée naît de créer une zone tampon entre la Normandie et le duché de France. Il regroupe administrativement après la conquête, plusieurs prévôtés normandes et françaises pour former une sorte de marche normande.
Philippe Auguste maintient la coutume normande après la conquête pour diverses raisons. D'abord l'unité coutumière n'est pas réalisée en France, il en existe plusieurs dizaines ne couvrant chacune qu'un petit territoire limité, le roi de France ne saurait quelle coutume imposer. Ensuite la coutume normande est plus avantageuse pour le souverain que n'importe quelle autre coutume en France que ce soit en matière féodale et criminelle. Il en modifie toutefois quelques points pour rendre les Normands égaux aux Français, notamment en matière de duel en supprimant la position privilégiée de l'appelant. Tout au long du XIIIe siècle la coutume normande va être modifiée par les ordonnances royales, qui s'appliquent dans tout le royaume de France donc en Normandie sauf quand la coutume est jugée meilleure.
En matière judiciaire, Philippe Auguste maintient l'Échiquier, cour souveraine symbolisant l'indépendance de la Normandie. Elle subit néanmoins de grosses modifications : la présidence est désormais assurée par des commissaires royaux et le roi y nomme souvent ses conseillers les plus proches. Ces conseillers, venus de Paris, connaissent mal la coutume normande : dès qu'un cas compliqué se présente, ces conseillers s'en réfèrent systématiquement au roi. En totale violation avec la coutume normande, plusieurs causes normandes vont être appelées devant le parlement de Paris. Des agents royaux vont aussi être envoyés par Philippe Auguste pour occuper les postes de baillis déjà institués par le roi d'Angleterre à partir de 1190. Les baillis, au sein du royaume de France sont des hauts fonctionnaires, nommés et payés par le roi qu’ils représentent dans les domaines de l'administration, la justice et la convocation de l'armée. Ils sont les supérieurs des autres agents royaux en Normandie que sont les vicomtes et les sergents. Géographiquement, les bailliages sont, jusqu'en 1230, des circonscriptions mouvantes qui n'existent pas dans les textes. On les appelle alors par le nom du bailli et non par la région ou ville qu'il administre. Par la suite, vont apparaître des bailliages géographiques qui représentent une ville ou une région. Jusqu'en 1243, les baillis de Normandie sont tous des étrangers au duché, mais la plupart font des efforts pour s'intégrer en recevant ou achetant des biens en Normandie et en faisant des dons aux Églises normandes pour y être inhumés. Puis des baillis normands sont nommés, ils restent néanmoins minoritaires face aux baillis étrangers. En revanche, les vicomtes, prévôts et sergents, qui sont des fonctionnaires royaux importants, sont en majorité Normands. Les terres normandes confisquées aux nobles ayant préféré l'Angleterre, sont gardés pour beaucoup comme biens de la couronne confiés à une administration. D'autres terres sont données aux nobles du domaine royal, majoritairement à des petits nobles qui deviennent de ce fait des agents de l'assimilation française. Les rois de France encouragent aussi les mariages entre nobles normands et d'Île-de-France.

### La charte aux Normands

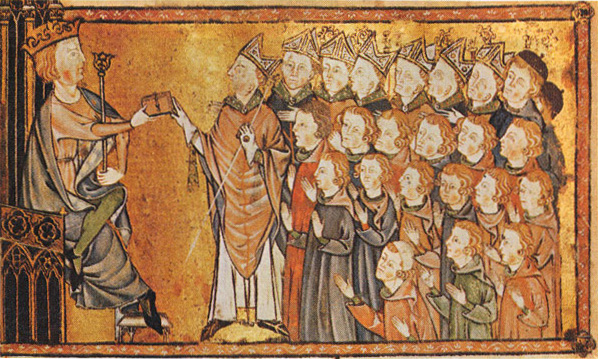
L'octroi de la Charte aux Normands. Miniature d'un manuscrit du Grand Coutumier de Normandie daté du XIVe siècle. Petit Palais, collection Dutuit.

À la fin du  XIIIe siècle, des révoltes éclatent en Normandie, car le pouvoir royal remet en cause les privilèges concernant la justice et la fiscalité. En matière judiciaire, les Normands sont mécontents depuis longtemps que l'Échiquier soit présidé par des étrangers à la Normandie. Par ailleurs, à partir de la fin du  XIIIe siècle, la ponctualité des sessions de l'Échiquier disparait et, certaines années, il ne se réunit pas. Par conséquent, les affaires judiciaires traînent en Normandie. Philippe le Bel prend des mesures, en 1302, pour que l'Échiquier se réunisse deux fois par an et cesse de se déplacer dans différentes villes pour se fixer définitivement à Rouen. Autre motif de mécontentement, le fait que les Normands soient jugés à Paris, en première instance ou en appel, malgré la souveraineté de l'Échiquier.
En matière fiscale, Philippe le Hardi et Philippe le Bel augmentent les contributions d'argent venant de Normandie pour financer la guerre d'Aragon et les affaires en Flandre. S'ils usent des prérogatives des anciens ducs, ils ajoutent un nouveau motif de contribution financière : « la défense du royaume ». Pour les Normands, ces nouvelles perceptions sont contraires à la coutume et en 1292 une émeute éclate à Rouen, la maison des receveurs est démolie par la foule en colère, puis les serviteurs du roi de France sont assiégés dans le château. Il faut une intervention du maire pour calmer la colère des Rouennais et éviter que la manifestation ne devienne anti-française. Sous Philippe le Bel, la colère des Normands augmente d'année en année en même temps que les impôts, d'autant plus que le chambellan du roi Enguerrand de Marigny, qui est le maître absolu des finances du royaume, est issu de la petite noblesse normande. D'autres Normands occupent des postes importants dans le domaine de la finance auprès du roi de France.
Dans les derniers mois du règne de Philippe le Bel, éclate dans tout le royaume une crise antifiscale sans précédent. Tout commence en 1314, avec la levée d'un nouvel impôt pour financer une expédition en Flandre qui se termine sans le moindre combat. L'opinion ne comprend pas qu'autant d'argent ait été levé pour un tel résultat. Enguerrand de Marigny est accusé de trahison par l'opinion, d'autant plus que les levées d'argent pour la Flandre continuent après la paix. Lorsque Philippe le Bel meurt en 1314, son successeur Louis le Hutin, hérite d'une situation compliquée. En mars 1315, quelques mois après son sacre, le roi de France, pour calmer ses sujets, accorde des chartes provinciales aux provinces du royaume de France. La première concernée est celle de Normandie, qui est adoptée après négociation avec les Normands.
Première des chartes provinciales, la charte aux Normands est aussi la seule à ne pas tomber dans l'oubli au bout de quelques années. Elle contient des textes qui satisfont tous les Normands, aussi bien les bourgeois des villes, que les nobles et les Normands les plus pauvres. Elle limite les droits du roi en Normandie dans plusieurs domaines spécifiques aussi bien fiscaux, militaires, que judiciaires. Faisant presque office de constitution normande de par certains articles (trois, quatre, dix-sept, vingt-et-un et vingt-deux), c'est un document sans équivalent en France. Les articles trois et quatre qui concernent le domaine militaire, font que les vassaux ne doivent au roi pas plus que les quarante jours que prévoit la coutume féodale, les villes doivent fournir leur contingent de sergents et pas plus et les Normands ne doivent pas plus que leur service. De plus, le roi ne peut plus prétendre à rien de ses arrières-vassaux. Les articles dix-sept et vingt-et-un concernent le domaine judiciaire, ils accordent enfin ce que les Normands réclamaient, l'autonomie judiciaire de l'Échiquier. Le Parlement de Paris ne fait plus office de cour d'appel et les Normands ne pourront plus être jugés en dehors de la province. L'article vingt-deux concerne le domaine fiscal, il garantit aux Normands que le Roi ne pourra pas toucher plus que ce qu'il touche habituellement des Normands, sauf en cas de « grande nécessité » qui sera reconnue par les représentants des ordres normands. La charte aux Normands reste en vigueur jusqu'à la Révolution française ; elle est constamment confirmée par les différents rois de France, bien qu'ils la respectent de moins en moins.